# Maarten van Trijp
Maarten van Trijp (né le 6 octobre 1993 à Berg-op-Zoom) est un coureur cycliste néerlandais des années 2010.

## Biographie
Spécialiste du sprint, Maarten van Trijp remporte de nombreuses courses d'un jour sur les calendriers néerlandais et belge entre 2016 et 2018. Au cours de cette période, il gagne notamment l'Arno Wallaard Memorial (2016), le Dorpenomloop Rucphen et le Circuit de Wallonie (2017), ainsi que le Ster van Zwolle (2018). Il est successivement membre des équipes continentales Rabobank Development (2013-2015), Metec-TKH (2016-2017) et DESTIL-Parkhotel Valkenburg (2018).
Ses bonnes performances lui permettent de passer professionnel en 2019 au sein de la formation Corendon-Circus, emmenée par Mathieu van der Poel. Cependant, il connait un début professionnel malheureux en raison d'une chute en février lors du Tour d'Antalya, sa toute première course en tant que professionnel. Il se casse plusieurs dents et a doit quitter la course. Pendant le reste de la saison, il obtient comme meilleurs résultats une douzième place sur le Grand Prix de l'Escaut et une 16e place lors du Tacx Pro Classic, sa dernière course professionnelle.
Après une saison décevante, il n'est pas prolongé et met un terme à sa carrière.

## Palmarès
| - 2010 - 2ea étape du Sint-Martinusprijs Kontich (contre-la-montre par équipes) - 2e du Sint-Martinusprijs Kontich - 2011 - Grand Prix Bati-Metallo - 2eb étape du Tour de Basse-Saxe juniors - 3e de Paris-Roubaix juniors - 2013 - 1re étape du Tour de Gironde - 2e du Ronde van Midden-Nederland - 2016 - Ronde van Zuid-Holland - Arno Wallaard Memorial | - 2017 - Dorpenomloop Rucphen - Circuit de Wallonie - 2018 - Ster van Zwolle - 2e étape du Tour de Serbie - 2e du PWZ Zuidenveld Tour - 2e de la Ronde van Midden-Nederland - 3e de Dorpenomloop Rucphen |

## Classements mondiaux
| Année           | 2013 | 2014 | 2015 | 2016 | 2017 | 2018 |
| --------------- | ---- | ---- | ---- | ---- | ---- | ---- |
| UCI Europe Tour | 140e | 374e | nc   | 778e | 334e | 478e |